# Buddha på Seosan-klippen
Buddha-triaden udskåret på klippen i Seosan (koreansk: 서산 용현리 마애 여래 삼존상) er placeret på Gayasan, Unsan-myeon, Seosan, Chungcheongnam-do. Den stående genfødte Buddha blev udskåret i midten og er 208 centimeter høj, med et stående billede af en bodhisattva på hans højre side og et billede af Bangasayusang på hans venstre side. Det er også kendt som "Baekjes smil", og det anses for at være et bemærkelsesværdigt eksempel på buddhistiske billeder udskåret på klipper, som blev lavet ved at grave ind til de naturlige klipper og udskære motivet.

## Motiv
Den stående genfødte Buddha har et kødfuldt ansigt, øjne "som en abrikos pit", en lav, stor næse og en smilende mund. Det viser det barmhjertige indtryk, som er et træk ved statuer fra Baekje-riget. Da hans kappe er tyk, viser den ikke hans silhuet og har folder af gentagne U-mønstre. Bag og omkring hovedet har den runde halolignende nimbus lotusblomster indskåret ved midten og flammemønstre ved ydersiden.
Til venstre for udskæringen bærer den stående bodhisattva en krone. Han har et buttet ansigt som billedet af den vigtigste Buddha og synes at være smilende i hele hans ansigt. Hans overkrop er dekoreret med en halskæde, og hans underkrop er dækket af et skørt, der strækker sig til hans ankler.
På højre side smiler den siddende bodhisattva også med hele sit ansigt, som er rundt og kødfuldt. Begge hans arme er blevet alvorligt beskadiget, men billedet viser stadig sofistikerede udskæringsevner med hans venstre hånd, der griber hans højre ankel og hans kæbe hvilende på hans højre hånd.
Det antages, at udskæringen er et udtryk for den vigtigste Buddha og Maitreya bodhisattva introduceret i "Lotus Sutra". Det skønnes at være blevet skabt mellem den sene 6. og begyndelsen af det 7. århundrede på grund af datidens almindeligt forekommende skildringer med tunge, værdige kroppe og den runde, klare udskæringer gengivet i den centrale Buddha-statue og den raffinerede gengivelse i bodhisattva-skildringen, samt billedets livlighed.

## Kulturel betydning
Dette område var en passage gennem Taean-halvøen, som var et trafikalt midtpunkt for rejser til og fra Kina og Baekje og Buyeo-rigerne. Som sådan betragtes dette kunstværk for at vise den aktive kulturelle udveksling mellem Kina og Baekje.